# Никола Војводић
Никола Војводић Војвода (Орашко Брдо, код Босанског Петровца, 16. децембар 1910 — Прача, код Пала, јул 1943), учесник Народноослободилачке борбе и народни херој Југославије.

## Биографија
Рођен је 16. децембра 1910. године у селу Орашко Брдо, код Босанског Петровца. Потицао је из земљорадничке породице и све до почетка Другог светског рата у Југославији, живео је у свом селу бавећи се земљорадњом.
После окупације Југославије, априла 1941. године његов родни крај потпао је под територију квинслишке Независне Државе Хрватске (НДХ). Одмах по избијању усташких злочина над српским становништвом, јула 1941. године Никола се са још групом својих мештана прикључио првим устаничким групама. Већ у августу се истакао приликом одбране од усташа села Липа, код Бихаћа. Тада је Никола са групом бораца, наоружаних са свега неколико пушака и једним пушкомитраљезом извршио изненадни напад на бројније усташе. За усташе је ово био неочекивани напад и убрзо су се повукле из села, оставивши похапшене становнике које су припремали да воде са собом.
Ова успешна акција, подигла је Николи углед и поврење, како међу народом тако и међу устаницима, па су многи сељаци из околних села тражили да буду баш у његовом воду. Неколико дана касније, Никола је са својим борцима извео још једну успешну акцију. У Врточкој долини, у садејству са устаницима из села Врточа разбили су непријатељску колону и том приликом је заплењено доста наоружања и опреме, међу којима је био и први топ у овом крају.
Никола се поново истакао у заузимању усташких упоришта у Кулен-Вакуфу, Ћуковима и Орашцу, током септембра 1941. године. У једној од ових борби вешто се привукао непријатељском упоришту и уништио митраљеско гнездо. Крајем 1941. године, приликом уништења непријатељског гарнизона у Рипачу, код Бихаћа предводио је групу бомбаша.
Фебруара 1942. године његов батаљон издвојен је из Првог крајишког одреда и укључен у састав тада формираног Петог крајишког одреда са којим је учествовао у борбама у околини Босанског Петровца, Дрвара и Бихаћа. Касније је учествовао у борбама против четника око Босанског Грахова и Книна, као и против Италијана. Почетком маја приликом напада на Италијане, код села Бравско, Никола је уништио групу од 20 непријатељских војника који су се налазили у једној кући — њих 12 је погинуло, а 8 рањено. Међу њима се налазио један мајор и два нижа официра.
Јула 1942. године приликом напада на Гламоч, Никола се са својом четом пробио у центар града у коме су усташе биле утврђене. Овај подвиг његове чете знатно је допринео бржем сламању непријатеља. Августа 1942. године укључен је у састав тада формиране Треће крајишке бригаде у којој је био постављен за командира чете. Са Трећом крајишком учествовао је у борбама за Бихаћ и Јајце и другим борбама у јесен 1942. године.
У борби за ослобођење Теслића, јануара 1943. године, са својом четом је извео још један подвиг — најпре је са неколико бораца савладао непријатељску стражу, а потом је читаву чету неопажено довео у центар непријатељске одбране. Тим чином присилио је читаву домобранску чету на предају. Током Четврте непријатељске офанзиве, са својом Трећом крајишком бригадом учествовао је најпре у борбама у долини Врбаса, а потом око Прозора и на реци Неретви. Касније је учествовао у борбама око Калиновика, у бици на Дрини, заузаимњу Чајнича и Мојковца и др.
У току Пете непријатељске офанзиве, његова бригада је водила тешке борбе против немачке Прве брдске дивизије на одсеку Мојковац-Бијело Поље, а потом је учествовала у борбама између река Дрине и Ћехотине и у жестоком покушају пробоја из обруча на одсеку Фоче. Потом су уследиле борбе код Шћепан поља, у долини Сутјеске и пробој на Зеленгори. После завршетка Пете офанзиве, његова бригада је учествовала у борбама у источној Босни, до краја јула, а потом је кренула у Босанску крајину.
На путу ка Босанској крајини, крајем јула 1943. године, погинуо је у борбама са Немцима, у близини Праче, код Пала. Тада се налазио на месту заменика команданта батаљона, а страдао је од авионске бомбе.
Указом председника Федеративне Народне Републике Југославије Јосипа Броза Тита, 24. јула 1953. године, проглашен је за народног хероја.